# Nancy Sullivan
Nancy Sullivan (Utah, 17 oktober 1969) is een Amerikaans actrice, presentatrice en scenarioschrijver. Ze is bekend door haar rol als Audrey Parker-Nichols in de televisieserie Drake & Josh van Nickelodeon. Ze studeerde 'acteren en dans' aan de University of Utah. Haar voorbeelden zijn Lucille Ball, Tracey Ullman en Carol Burnett. Sullivan is en was vaak te zien in televisiereclames, waaronder de recente reclame van de supermarkt Price Chopper.

## Filmografie

### Acteerwerk
- Merry Christmas, Drake & Josh (2008) – Audrey Parker-Nichols
- Drake & Josh: Really Big Shrimp (2007) – Audrey Parker-Nichols
- Drake & Josh Go Hollywood (2006) – Audrey Parker-Nichols
- Squirrel Boy (2006) – Mrs. Johnson
- Drake & Josh (2004-2007) – Audrey Parker-Nichols
- The Amanda Show (1999) – Zichzelf
- The Setting Sun (1997) – Sherry
- Guns and Lipstick (1995) – Baliemedewerker
- Boiling Point (1993) – Clerk
- Single Bars, Single Women (1984) – Non

### Schrijver
- Threat of Exposure (2002)